# International Studies Association
L'International Studies Association (ISA) è stata fondata da accademici e ricercatori nel 1959, uniti dall'ambito di ricerca di Scienze Politiche e Relazioni Internazionali.
La ISA conta oltre 3.000 membri provenienti da 80 paesi del mondo, affermandosi come la più autorevole e nota associazione accademica in questo campo di ricerca.